# حوذاناوايات
الحوذاناوايات (الاسم العلمي: Ranunculanae) هي طبقة من النباتات تتبع صنف الماغنولانيات من طائفة ثنائيات الفلقة .	

## التصنيف
تم هذه الطبقة من النبات رتبة وحيدة هي:
- الحوذانيات
  - البرباريسية